# Quod sine die debetur, statim debetur
Il brocardo latino Quod sine die debetur, statim debetur ("Ciò che è dovuto senza una data, è dovuto immediatamente") si riferisce al tempo dell'adempimento delle obbligazioni. 
Qualora il titolo nulla preveda relativamente al tempo, la regola generale è che il creditore possa pretendere immediatamente la prestazione, per esempio il pagamento di una somma di denaro. 
Nel Codice civile italiano corrisponde al principio della immediata esigibilità della prestazione di cui all'art.1183 comma 1 del Codice civile.